# آکیو تویودا
آکیو تویودا (به انگلیسی: Akio Toyoda) (زاده ۳ مه ۱۹۵۶)، مدیر عامل اولین شرکت بزرگ خودروسازی جهان؛ تویوتا می‌باشد.
تویودا در سال ۱۹۸۴ و پس از فارغ‌التحصیلی در رشته ام‌بی‌ای کالج بابسون، وارد شرکت خودروسازی تویوتا گردید. در سال ۲۰۰۰ به جمع اعضای هیئت مدیره این شرکت افزوده شد.
آکیو تویودا در سال ۲۰۰۵ معاون مدیرعامل و در نهایت در تاریخ ۲۳ ژوئن ۲۰۰۹ از سوی هیئت مدیره تویوتا به‌عنوان مدیر عامل اجرایی این شرکت ژاپنی، منصوب گردید. وی فرزند ارشد سوئیشیرو تویودا و نوه کیشیرو تویودا بنیان‌گذار شرکت خودروسازی تویوتا می‌باشد.